# Федеральная служба государственной статистики
Федеральная служба государственной статистики (Росстат) — федеральный орган исполнительной власти, осуществляющий функции по формированию официальной статистической информации о социальных, экономических, демографических, экологических и других общественных процессах в Российской Федерации, а также в порядке и случаях, установленных законодательством Российской Федерации, по контролю в сфере официального статистического учёта.
В соответствии с постановлением Правительства РФ от 08.08.2017 № 951 «О внесении изменений в некоторые акты Правительства Российской Федерации» с 22 августа 2017 года находится в ведении Министерства экономического развития Российской Федерации.
Росстат располагается в здании Центросоюза, построенном по проекту архитектора Ле Корбюзье в 1928—1933 годах, объекте культурного наследия России.
66 территориальных подразделений Росстата работают во всех регионах России. Они занимаются сбором и обработкой региональной статистической информации.
Руководитель Росстата — Галкин Сергей Сергеевич.

## История и преобразования
- См. Центральное статистическое управление.
- Указом президента Российской Федерации от 30 апреля 1998 № 483 «О структуре федеральных органов исполнительной власти» Государственный комитет Российской Федерации по статистике включен в структуру федеральных органов исполнительной власти.
- Указом президента Российской Федерации от 22 сентября 1998 № 1142 «О структуре федеральных органов исполнительной власти» Государственный комитет Российской Федерации по статистике включен в структуру федеральных органов исполнительной власти.
- Указом президента Российской Федерации от 25 мая 1999 № 651 «О структуре федеральных органов исполнительной власти» Государственный комитет Российской Федерации по статистике преобразован в Российское статистическое агентство.
- Указом президента Российской Федерации от 6 декабря 1999 № 1600 «О преобразовании Российского статистического агентства в Государственный комитет Российской Федерации по статистике» образован Госкомстат России
- Указом президента Российской Федерации от 9 марта 2004 № 314 «О системе и структуре федеральных органов исполнительной власти» Государственный комитет Российской Федерации по статистике преобразован в Федеральную службу государственной статистики, с передачей его функций по принятию нормативных правовых актов в установленной сфере деятельности Министерству экономического развития и торговли Российской Федерации.
- Указом президента Российской Федерации от 20 мая 2004 № 649 «Вопросы структуры федеральных органов исполнительной власти» установлено, что руководство Федеральной службой государственной статистики осуществляет Правительство Российской Федерации.
- Указом президента Российской Федерации от 12 мая 2008 № 724 «Вопросы системы и структуры федеральных органов исполнительной власти» Росстат передан в ведение Министерства экономического развития Российской Федерации.
- Указом президента Российской Федерации от 21 мая 2012 № 636 «О структуре федеральных органов исполнительной власти» Росстат передан в ведение Правительства Российской Федерации.
- Указом президента Российской Федерации от 3 апреля 2017 № 141 «О некоторых вопросах совершенствования государственного управления в сфере официального статистического учёта» Росстат передан в ведение Министерства экономического развития Российской Федерации.

## Деятельность
Главной задачей Федеральной службы государственной статистики является удовлетворение потребностей органов власти и управления, СМИ, населения, научной общественности, коммерческих организаций и предпринимателей, международных организаций в полной, разнообразной и объективной статистической информации.
Основные функции:
- представление в установленном порядке официальной статистической информации гражданам, президенту Российской Федерации, Правительству Российской Федерации, Федеральному Собранию Российской Федерации, органам государственной власти, средствам массовой информации, другим организациям, в том числе международным;
- разработка проектов нормативных правовых актов в сфере официального статистического учёта[6];
- разработка и утверждение официальной статистической методологии для проведения федеральных статистических наблюдений и формирования официальной статистической информации, обеспечение соответствия указанной методологии международным стандартам и принципам официальной статистики[7];
- утверждение форм федерального статистического наблюдения и указаний по их заполнению по представлению субъектов официального статистического учёта, если иное не установлено федеральными законами[8];
- координация деятельности в сфере официального статистического учёта при разработке федерального плана статистических работ, подготовке предложений по его актуализации, составлении национальных счетов, а также при утверждении форм федерального статистического наблюдения и указаний по их заполнению[9];
- подготовка, проведения и подведения итогов Всероссийской переписи населения, Всероссийской сельскохозяйственной переписи, а также их методологического обеспечения[10];
- подготовка, методологическое обеспечение, проведение федеральных статистических наблюдений в установленной сфере деятельности и обработки данных, полученных в результате этих наблюдений, для формирования официальной статистической информации[11];
- разработка и ведение в установленном порядке общероссийских классификаторов технико-экономической и социальной информации в установленной сфере деятельности;
- разработка и совершенствование научно-обоснованной официальной статистической методологии для проведения статистических наблюдений и формирования статистических показателей, обеспечение соответствия указанной методологии международным стандартам;
- разработка и совершенствование системы статистических показателей, характеризующих состояние экономики и социальной сферы;
- сбор первичных статистических данных и административных данных и формирование на их основе официальной статистической отчетности в соответствии с официальной статистической методологией;
- развитие информационной системы государственной статистики, обеспечение её совместимости и взаимодействия с другими государственными информационными системами;
- обеспечение хранения государственных информационных ресурсов и защиты конфиденциальной и отнесенной к государственной тайне статистической информации;
- реализация обязательств Российской Федерации, вытекающих из членства в международных организациях и участия в международных договорах, осуществление международного сотрудничества в области статистики.

Росстат в своей деятельности руководствуется Конституцией Российской Федерации, федеральными конституционными законами, федеральными законами, актами президента Российской Федерации и Правительства Российской Федерации, международными договорами Российской Федерации, актами Министерства экономического развития Российской Федерации.
6 сентября 2019 года была утверждена стратегия развития Росстата и системы государственной статистики Российской Федерации до 2024 года. В рамках этой стратегии основной акцент будет сделан на применение больших данных в статистике и на создание цифровой аналитической платформы (ЦАП) Росстата.
По данным британского еженедельника The Economist с начала российского вторжения на Украину в 2022 году Росстат прекратил публикацию данных по торговле и инвестициям. Издание также выражает сомнения отностительно надежности остальных публикуемых данных. 

### Международная деятельность
Согласно международным договорам и соглашениям Российской Федерации и Федеральной службы государственной статистики Росстат обеспечивает международные обязательства в области официальной статистики. В частности, основополагающие принципы официальной статистики ООН:
- значимость, объективность и общедоступность;
- профессиональные стандарты, научные принципы и профессиональная этика;
- подотчётность и прозрачность;
- предотвращение неправильного использования;
- источники официальной статистики выбираются с учётом соображений качества, оперативности, издержек и бремени, ложащегося на респондентов;
- конфиденциальность;
- законодательство;
- национальная координация;
- использование международных стандартов;
- международное сотрудничество.

Росстат участвует в мероприятиях функциональных и региональных комиссий, специализированных учреждений ООН, Комитета по статистике ОЭСР, межгосударственном объединении БРИКС, межправительственных комиссиях и взаимодействует в двустороннем формате с национальными статистическими службами.
Кроме того, Росстат сотрудничает с Евростатом, Евразийской экономической комиссией, Статистическим комитетом СНГ, Постоянным комитетом союзного государства, а также со специализированными учреждениями (ВОЗ, МВФ, МОТ, ФАО, ЮНЕСКО, ЮНИДО, Группа Всемирного банка), программами и фондами (ПРООН, ЮНИСЕФ, ЮНФПА) системы ООН.

## Руководители
- Павел Фёдорович Гужвин, председатель Госкомстата России (1991—1993)
- Юрий Алексеевич Юрков, председатель Госкомстата России (1993—1998)
- Владимир Леонидович Соколин, председатель Госкомстата, руководитель Росстата (1998—2009)
- Александр Евгеньевич Суринов, руководитель Росстата (2009—2018)
- Павел Викторович Малков, руководитель Росстата (24 декабря 2018 — 10 мая 2022)
- Сергей Сергеевич Галкин, руководитель Росстата (с 11 мая 2022)[17]

## Центральный аппарат
- Административное управление
- Управление информационных ресурсов и технологий
- Управление национальных счётов
- Управление организации проведения переписей и сплошных обследований
- Управление организации статистического наблюдения и контроля
- Управление развития имущественного комплекса
- Управление сводных статистических работ и общественных связей
- Управление статистики зарубежных стран и международного сотрудничества
- Управление статистики затрат и выпуска
- Управление статистики населения и здравоохранения
- Управление статистики предприятий
- Управление статистики сельского хозяйства и окружающей природной среды
- Управление статистики строительства, инвестиций и жилищно-коммунального хозяйства
- Управление статистики торговли и услуг
- Управление статистики труда, науки, образования и культуры
- Управление статистики уровня жизни населения и обследований домашних хозяйств
- Управление статистики цен и финансов
- Финансово-экономическое управление
- Отдел по защите государственной тайны

## Подведомственные организации
- Научно-исследовательский институт проблем социально-экономической статистики Федеральной службы государственной статистики[18]

НИИ статистики Росстата решает задачи:
- системного реформирования статистики и формирования современной модели государственной статистики;
- развития теории и методологии статистики социальных и экономических процессов и явлений в соответствии с международными статистическими стандартами;
- содействия применению результатов исследований и использования разработанных на их основе рекомендаций в системе государственного управления и деятельности организациях Российской Федерации.

- Главный межрегиональный центр обработки и распространения статистической информации

ГМЦ Росстата в системе государственной статистики отвечает за сбор, накопление, хранение, автоматизированную обработку статистической информации с применением современной технологии, основанной на широком использовании средств электронной вычислительной техники и связи.
- Объект № 5068А[прояснить]

## Проекты
- Социально-демографическое обследование (микроперепись населения, 1994)
- Пробная перепись населения (1997) — за два года до переписи 1999 года, впоследствии перенесённой на 2002 год.
- Пробная перепись населения (2000) — после переноса переписи населения на 2002 год.
- Всероссийская перепись населения (2002)
- Всероссийская сельскохозяйственная перепись (2006)
- Всероссийская перепись населения (2010)
- Пробная перепись населения (2008)
- Сплошное статистическое наблюдение за деятельностью малого и среднего бизнеса (2010)
- Перепись населения в Крымском федеральном округе со 100-процентным охватом населения (2014)
- Социально-демографическое обследование (микроперепись населения, 2015)
- Сплошное статистическое наблюдение за деятельностью малого и среднего бизнеса (2010)
- Всероссийская сельскохозяйственная перепись (2016)
- Федеральное статистическое наблюдение за затратами на производство и продажу продукции (товаров, работ, услуг) для разработки базовых таблиц «затраты-выпуск» (2016)
- Пробная перепись населения (2018)
- Федеральное статистическое наблюдение
- Всероссийская перепись населения (2020)
- Сплошное статистическое наблюдение за деятельностью малого и среднего бизнеса (2020)
- Федеральное статистическое наблюдение за затратами на производство и продажу продукции (товаров, работ, услуг) для разработки базовых таблиц «затраты-выпуск» (2021)

## Издания

### Статистические сборники
- Российский статистический ежегодник (на русском и английском языках)
- Россия в цифрах
- Регионы России. Социально экономические показатели
- Регионы России. Основные характеристики субъектов Российской Федерации

Один раз в два года издаются:
- Национальные счета России
- Инвестиции в России
- Промышленное производство в России
- Сельское хозяйство в России
- Транспорт в России
- Строительство в России
- Платное обслуживание населения в России
- Торговля в России
- Жилищное хозяйство в России
- Финансы России
- Цены в России
- Малое и среднее предпринимательство в России
- Охрана окружающей среды в России
- Демографический ежегодник России (на русском и английском языках)
- Труд и занятость в России
- Рабочая сила, занятость и безработица в России
- Женщины и мужчины России
- Социальное положение и уровень жизни населения России
- Здравоохранение в России
- Регионы России. основные социально экономические показатели городов
- Россия и страны мира
- Беларусь и Россия
- Россия и страны-члены Европейского союза

### Периодические издания
- Информация о социально-экономическом положении России (ежемесячно на 12-14 рабочий день)
- Социально-экономическое положение России (ежемесячно на 19-22 рабочий день)
- Краткосрочные экономические показатели Российской Федерации (на русском и английском языках, ежемесячно на 22-23 рабочий день)
- Информация для ведения мониторинга социально-экономического положения субъектов Российской Федерации (ежемесячно на 19-22 рабочий день)
- Социально-экономического положение федеральных округов (ежеквартально на 35 рабочий день)
- Статистическое обозрение (журнал на русском и английском языках, два раза в год)
- Срочные информации и справки по актуальным вопросам (ежедневно по графику)

## Ведомственные награды
- Медаль «За заслуги в проведении Всероссийской сельскохозяйственной переписи 2006 года» — ведомственная медаль Федеральной службы государственной статистики, учреждённая приказом Росстата № 123 от 16 августа 2006 года.
- Медаль «За заслуги в проведении Всероссийской переписи населения 2010 года» — ведомственная медаль Федеральной службы государственной статистики, учреждённая приказом Росстата № 345 от 08 октября 2010 года.

До 7 сентября 2010 года государственной наградой являлась Медаль «За заслуги в проведении Всероссийской переписи населения» (учреждена Указом Президента Российской Федерации от 14 октября 2002 года № 1151).